# Olpium ceylonicum
Olpium ceylonicum är en spindeldjursart som beskrevs av Beier 1973. Olpium ceylonicum ingår i släktet Olpium och familjen Olpiidae. Inga underarter finns listade i Catalogue of Life.